# Cittadella del Cairo

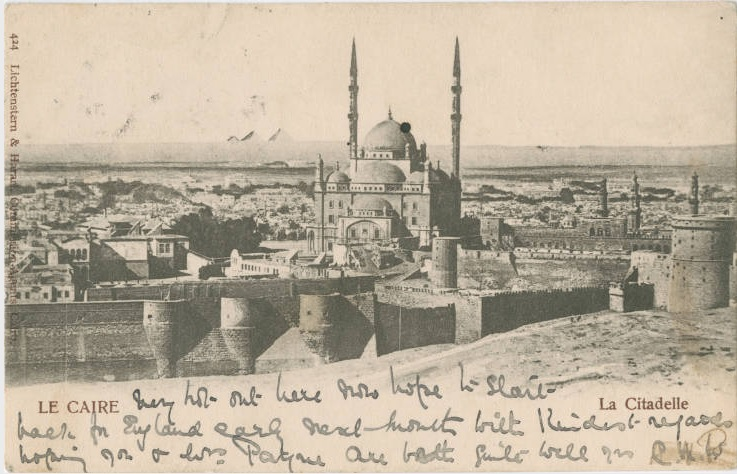
La Cittadella del Cairo, primi del Novecento, al tempo ancora in mano britannica

La Cittadella del Cairo o di Saladino (in arabo قلعة صلاح الدين‎?, Qalʿat Ṣalāḥ al-Dīn) è una fortificazione del Cairo, in Egitto realizzata da Ṣalāḥ al-Dīn (Saladino) fra il 1176 e il 1183, come protezione contro i Crociati. L'efficacia della posizione della Cittadella è ulteriormente dimostrata dal fatto che essa è rimasta la sede principale del dominio britannico (1882-1946) prima e della monarchia egiziana poi fino alla metà del XX secolo.
La Cittadella è spesso chiamata erroneamente Cittadella di Muhammad Ali (in arabo قلعة محمد علي‎?, Qalʿat Muḥammad ʿAlī), poiché in essa si trova la Moschea di Muhammad ʿAli Pascià, costruita fra il 1828 e il 1848, sulla sommità.

## Storia
Pochi anni dopo aver dichiarato estinta la dinastia fatimide, Saladino decise di costruire delle mura che circondassero sia Il Cairo sia al-Fustat. Secondo alcune fonti, Saladino disse: «Con un muro farò delle due città di Cairo e Fustat un tutto unico, in modo che un esercito possa difenderle entrambe, e credo sia bene circondarle con un muro che vada dalle rive del Nilo alle rive del Nilo». La cittadella sarebbe stata al centro delle mura. Fu costruita su un promontorio ai piedi della collina al-Muqaṭṭam, in un sito difficile da attaccare. Il sito, parte della collina del Muqaṭṭam, vicina al centro del Cairo, era un tempo famoso per la fresca brezza e per la superba visione sulla città.  La cittadella smise di essere la sede del governo quando Isma'il Pascià si trasferì nel nuovo Palazzo 'Abidin, nel quartiere di Ismāʿīliyya negli anni settanta dell'Ottocento.
Mentre la Cittadella venne completata nel 1183-1184, le mura immaginate da Saladino erano ancora in costruzione nel 1238, molto tempo dopo la sua morte.
Per l'approvvigionamento idrico alla Cittadella, Saladino costruì il "Pozzo di Giuseppe", che può ancora essere visto oggi. Il pozzo è noto anche come il "Pozzo della spirale", perché il suo ingresso era costituito da 300 gradini che si snodavano intorno alla parete interna. L'acqua sollevata dal pozzo alla superficie veniva convogliata alla Cittadella tramite una serie di acquedotti. Durante il regno del sultano mamelucco al-Nasir Muhammad, il Pozzo di Giuseppe non riusciva a fornire acqua a sufficienza ai numerosi animali e agli esseri umani che vivevano nella Cittadella. Per aumentare il volume di acqua, al-Nasir Muhammad costruì quindi un sistema costituito da una serie di norie che sollevavano l'acqua del Nilo. Questa veniva poi incanalata lungo le mura e condotta alla Cittadella mediante tubazioni costruite da Saladino. In seguito altri sultani Mamelucchi apportarono delle migliorie.
Il contributo più notevole realizzato da al-Nasir Muhammad fu la costruzione della moschea di al-Nāṣir. Nel 1318, al-Nasir Muhammad ricostruì la struttura originale, che risaliva al tempo degli Ayyubidi, trasformandola in una moschea alla quale diede il suo nome. La struttura ricevette ulteriori aggiunte nel 1335. Altri contributi alla Cittadella durante il regno di al-Nasir Muhammad comprendono la recinzione meridionale (il recinto nord era stato completato da Saladino) e la zona residenziale, che comprendeva lo spazio per l'harem e il cortile. Prima dei lavori fatti eseguire da al-Nasir Muhammad, i due Baybars costruirono il Palazzo di Giustizia e la "Casa d'Oro".
La Cittadella è spesso chiamata erroneamente Cittadella di Muhammad Ali (in arabo قلعة محمد علي‎?, Qalʿat Muḥammad ʿAlī), poiché in essa si trova la Moschea di Muhammad ʿAli Pascià, costruita fra il 1828 e il 1848, sulla sommità. Questa moschea ottomana venne costruita in memoria di Ṭūsūn Pascià, figlio maggiore adottato di Muhammad Ali, che morì nel 1816. Tuttavia, essa rappresenta anche gli sforzi realizzati da Muhammad Ali nel voler cancellare i simboli della dinastia mamelucca che aveva sconfitto nel 1805. Un cambiamento evidente realizzato da Muhammad Ali è visibile nelle recinzioni nord e sud della cittadella. Durante il periodo mamelucco il settore sud delle mura era la zona residenziale, mentre Muhammad Ali optò per le mura nord come sede della residenza reale quando prese il potere. Egli aprì poi le mura sud al pubblico affermando così la sua posizione di leader del nuovo regime..
La moschea, con la sua grande cupola di architettura prettamente ottomana, sovrasta la Cittadella fino ai nostri giorni. Per far posto alla costruzione della moschea Muhammed Ali fece abbattere diversi palazzi recenti fatti costruire dai mamelucchi, e fra questi la loro residenza, realizzando la più grande struttura architettonica costruita nel XIX secolo. Il posizionamento della moschea sui luoghi in cui i Mamelucchi avevano regnato, fu un evidente sforzo di cancellare la memoria degli antichi governanti e stabilire l'importanza della nuova dinastia. La nuova moschea sostituì la moschea di al-Nasir Muhammad come la moschea ufficiale di Stato.
Nella cittadella esistono altre due moschee, quella di al-Nasir Muhammad, ipostila del XIII/XIX secolo, una moschea della dinastia Bahri, e quella di Suleyman Pascià del XVI secolo, la prima moschea costruita in stile ottomano sulla Cittadella.
Altro edificio notevole è Qasr al-Jawhara (Il Palazzo dei Gioielli), dove hanno sede il Museo nazionale militare e il Museo della Polizia.

## Moschea di Muhammad Ali

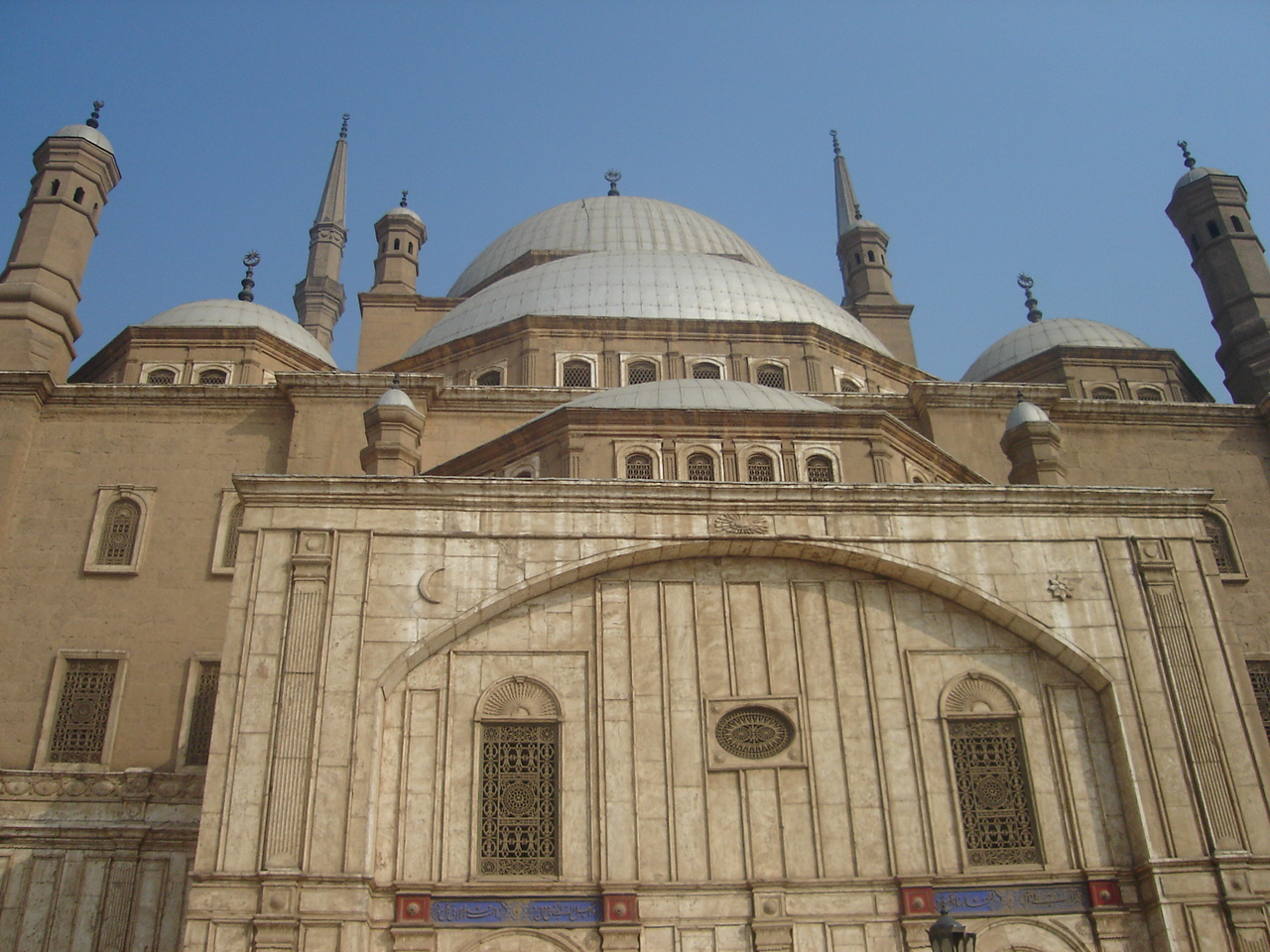
Moschea di alabastro

Conosciuta anche come la Moschea di Alabastro, la moschea di Muhammad Ali è stata progettata dall'architetto ottomano turco Yusuf Boshna, e ha un disegno e architettura di stile turco, per nulla improntati alla stile egiziano. Il suo committente, Muhammad ʿAli, era un mercenario albanese, il quale arrivò al potere nel 1806 e regnò per 43 anni. I lavori della sua moschea sono stati iniziati nel 1839 e furono ultimati 18 anni dopo, nel 1857. È stata ispirata, nella sua forma, alla famosa moschea di Santa Sofia di Istanbul anche se è di dimensioni minori.
La moschea e tomba di Muhammad Ali è conosciuta popolarmente come la moschea di alabastro, perché ha le pareti ricoperte da questo materiale, portato dal Governatorato di Beni Suef.
Altre caratteristiche della moschea sono i suoi snellissimi minareti di 270 piedi (82 metri), il suo pavimento ricoperto da splendidi tappeti il soffitto carico di fastose luci e un enorme lampadario, il cortile porticato che accoglie al centro una fontana per le abluzioni, la sua cupola di 170 piedi (51 metri) in stile ottomano, e la sua torre dell'orologio, il quale fu ceduto dal re Luigi Filippo di Francia nel 1836 in cambio dell'obelisco del tempio di Luxor; l'orologio si ruppe durante il trasporto in nave e non ha mai funzionato, mentre l'obelisco fa bella mostra in Piazza della Concordia a Parigi.

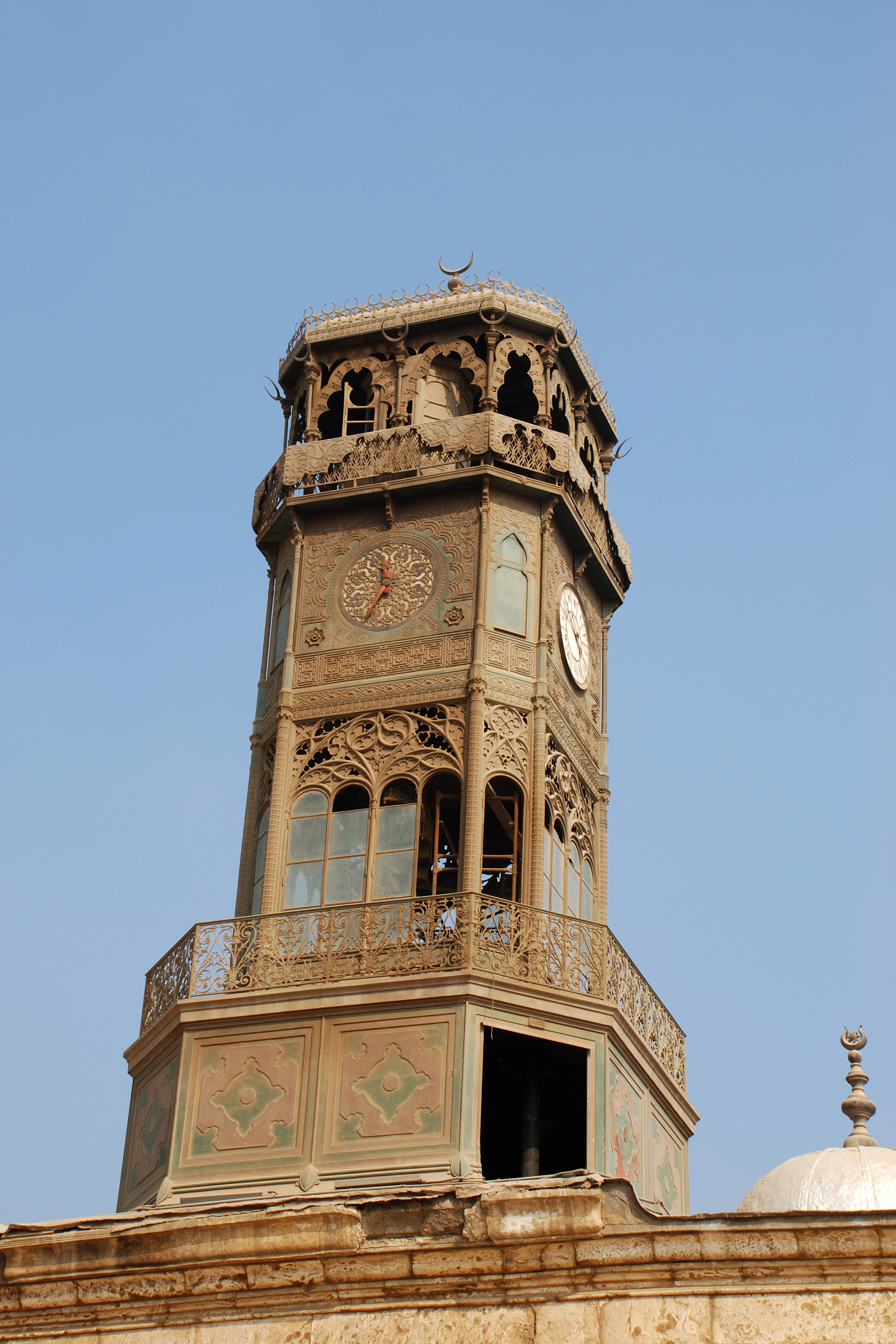
Torre dell'orologio nella Moschea di Muhammad Ali

Nella terrazza-giardino sul retro della moschea si può ammirare un vasto panorama della città e dei dintorni.

## Palazzo dell'Harem
Il Palazzo dell'Harem, costruito nel 1827, comprende tre ali e presenta all'interno pitture e decorazioni che riflettono lo stile orientale adottato da Muhammad Ali. Fu la residenza della famiglia reale fino al 1874, data in cui il Chedivè Ismāʿīl fece trasferire la sede del governo nel palazzo Abdin. Nel 1946, dopo essere servito da ospedale militare durante l'occupazione inglese, fu trasformato in Museo Militare; è ricco di armi bianche, armi da fuoco e scudi. Nell'ala centrale l'antico hammam è interamente ricoperto di alabastro, mentre nell'ala sinistra si alza la statua del colonnello de Sèves. Fuori si trova la tomba dello sceicco Muhammad el-Kahaki (XVI secolo) e una parte della muraglia costruita da Saladino, chiusa in quella del XIX secolo.
In questa zona della cittadella si trovano due altri piccoli musei: il Museo delle Carrozze, dedicato a una collezione di vetture ufficiali e un museo archeologico che ospita antichità trafugate e poi recuperate.

## Moschea di Sulayman Pascià
Eretta del 1528 da un governatore ottomano, Sulayman Pascià, è la prima delle moschee ottomane a cupola d'Egitto. È circondata da un piccolo giardino, da una cinta esterna e preceduta da un cortile circondato da arcate coperte da piccole cupole. La sala di preghiera, chiusa da una grande cupola centrale e tre semicupole, è tutta riccamente ornata da motivi floreali e geometrici. Il miḥrāb, con un vano rivestito di marmo, mostra Il'influenza dell'arte mamelucca.
La moschea è anche chiamata Sariyat El-Gabal, dal nome di un "santo" fatimide, Sayid Sariya, la cui tomba si trova all'estremità est della cinta. Comprende molte stanze sormontate da cupole e decorate con disegni naïf del XIX secolo.

## Museo delle Carrozze
Situato nella costruzione che fungeva da mensa per gli ufficiali inglesi all'epoca coloniale, il museo ospita otto carrozze, principalmente dell'epoca del Chedivè Ismail, fra cui quella che utilizzò per l'inaugurazione del canale di Suez, nel 1869. La collezione comprende anche vetture del tempo del Chedivè Abbas Hilmi e di re Fuʾād, con manichini che indossano costumi d'epoca.
Dietro il Museo, un giardino archeologico ospita alcune colonne e fontane di epoca ottomana, e di quella di Muhammad Ali, e le vestigia di un minareto del XV secolo.

## Burj al-Turfa
Burj al-Turfa (ar:برج الطرفة, la Torre Angolare), costruita nel 1207 dall'ayyubide al-Malik al-Kamil, è una delle rare torri che possano essere visitate.

## Antica prigione militare
Gli edifici accanto al Museo della Polizia fanno parte dell'antica prigione militare, istituita nel tardo XIX secolo dai britannici, il cui esercito ebbe un presidio nell'area fino agli anni quaranta. Le due file di piccole celle rimasero in uso fino al 1983. Un imponente portale di fronte al lato nord della Moschea di al-Nasir Muhammad dà accesso a un'ampia spianata con un prato.

## Moschea di al-Nasir Muhammad

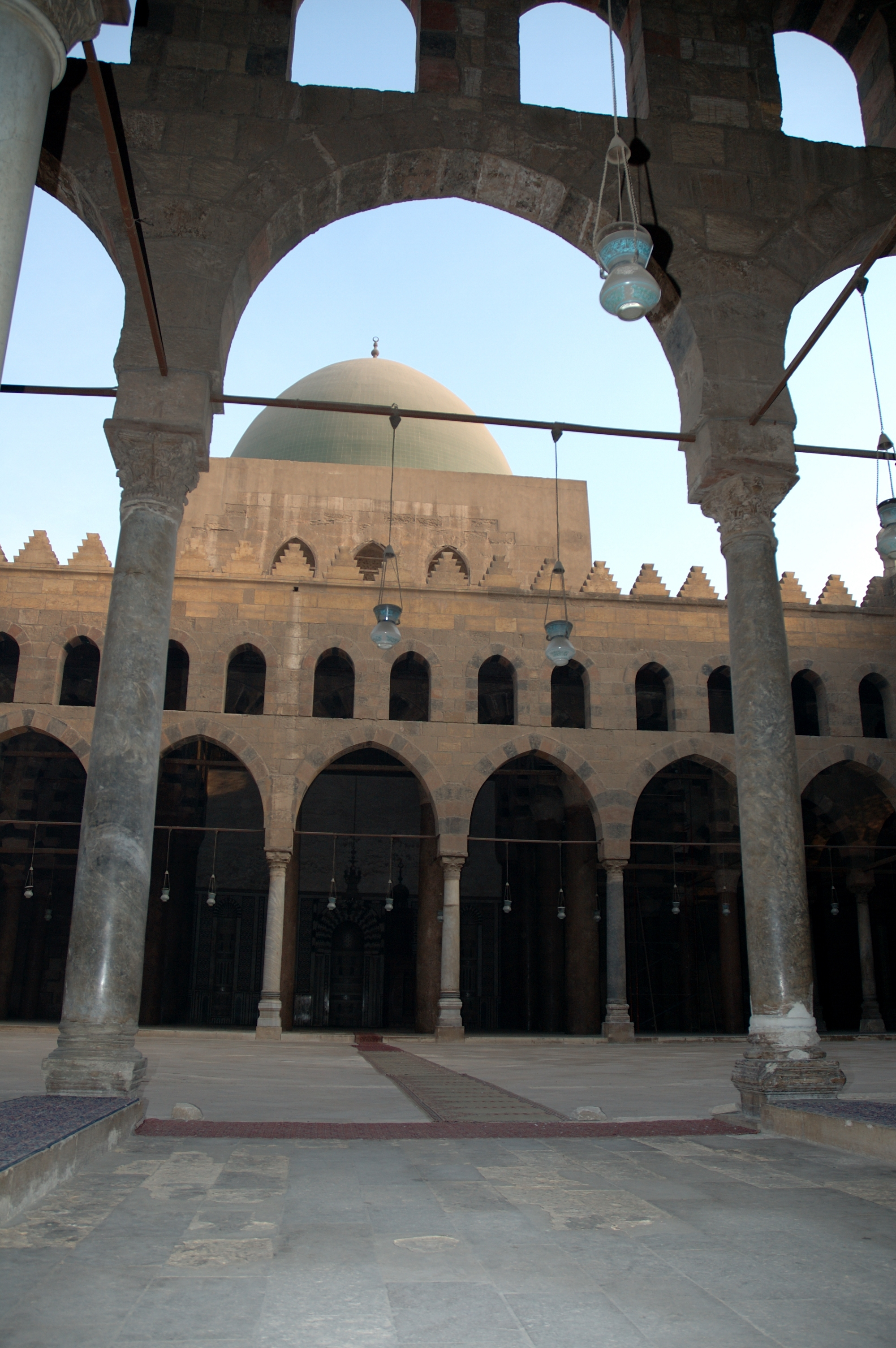
Uno degli ingressi alla Moschea di al-Nasir Muhammad

Muhammad Ali fece abbattere molti edifici per fare spazio ai nuovi monumenti e ai palazzi nella cittadella, ma la Moschea di al-Nasir Muhammad, costruita nel 1318 e rifatta nel 1335, scampò alla distruzione e, considerando che fu usata come scuderia, si trova ancora in buono stato di conservazione.
È l'unico edificio mamelucco rimasto nella Cittadella del Cairo; suo segno distintivo è il rivestimento di ceramica invetriata dei minareti sormontati da cupole bulbiformi, poco diffuso nell'architettura egiziana.
Sull'esterno si trova la cupola del miḥrāb, la quale fu rifatta dal re Fuad; all'interno sono state utilizzate colonne di recupero provenienti da templi greco-romani, da edifici egizi e bizantini.

## Museo della Polizia
Di fronte alla Moschea di al-Nasir Muhammad, nella piazza, esiste un portale imitante lo stile gotico che dà accesso a un'altra terrazza, e al Museo della Polizia. Questo non conserva collezioni di particolare rilievo, tuttavia ai piedi dello scalone si può ammirare un fregio di leoni scolpiti nella pietra, testimonianza di Burj al-Ossoda (Torre dei Leoni) del XIII secolo, sulla cui cima è costruito il museo.

## Cinta muraria, bastioni e cancelli

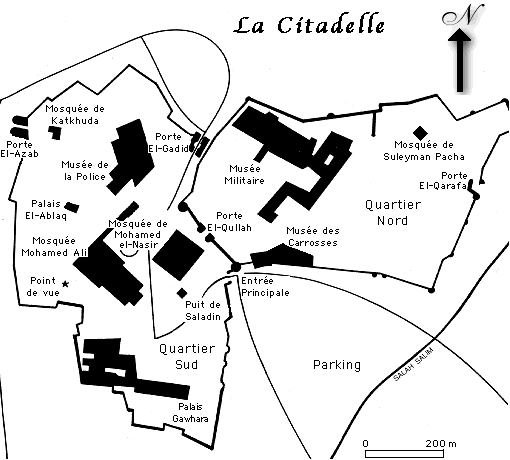
Mappa della Cittadella del Cairo

Costruite nel 969 ma in modo alquanto leggero, le mura furono rinforzate da Saladino intorno al 1183 in un primo momento, fortificate 25 anni più tardi dal nipote al-Malik al-Kamil, che detenne qui i Crociati europei catturati, e poi allargate per inserire dei cannoni da contrapporre all'invasione di Napoleone nel 1798. Le mura a quei tempi avevano almeno dieci porte d'accesso, ma oggi ne sono restate in piedi soltanto tre, due a nord e uno al sud. Alcuni blocchi hanno delle iscrizioni geroglifiche che testimoniano che le prime fortificazioni furono costruite con pietre provenienti da Menfi.
Le solide mura che circondano la Moschea di Suleyman Pascià sono le strutture più antiche dell'intero complesso; attraversano l'anfiteatro ed entrano nelle due torri gemelle semicircolari, dette Burj al-Ramla (Torre della Sabbia) e Burj al-Haddad (Torre del Fabbro), che vegliavano sul passo tra la cittadella e le alture rocciose a ridosso.
Attualmente, la cittadella presenta cinque cancelli di diverse epoche:
- Bab al-Qarafa (il Cancello del Cimitero) è la porta sud-est del sito da cui si accede alla Qarafa.
- Bab al-Jadid (la Porta Nuova) è il cancello settentrionale della cittadella.
- Bab al-Azab (il Cancello della Solitudine) è l'ingresso nord -ovest della fortezza.
- Bab al-Ra'isi (il Cancello Principale), è il più moderno e più meridionale della cittadella.
- Bab al-Qalla'a (il Cancello della Cittadella), è una porta interna alla cittadella che porta alla Moschea di Alabastro.

## Palazzo Al-Gawhara
Anche chiamato Palazzo dei Gioielli, palazzo Gawhara, palazzo Bijou, ora museo di Muhammad ʿAli il  Palazzo Al-Gawhara si trova vicino alla parte anteriore della porta principale della moschea. Il palazzo è stato costruito da Muhammad ʿAli nel 1814 per ospitare la sua amministrazione, per ricevere ospiti, e come residenza personale. È stato fondamentalmente la sede del governo in quel momento.
Il nome dell'edificio deriva da Jawhara Hanem, l'ultima delle mogli di Muhammad Ali. Il nome popolare, Palazzo dei Gioielli, è un po' fuorviante. Ci sono pochi gioielli in mostra. Il nome deriva in realtà dal fatto che è stato utilizzato come un museo per i gioielli del chedivè dopo la rivoluzione del 1952. Tuttavia, è stato sventrato da un incendio nel 1972, quando i ladri tentarono di rubare i gioielli.
Oggi, il Palazzo Al-Gawhara è una delle migliori costruzioni del XIX secolo in Egitto con decorazioni dell'epoca ottomana. Tuttavia, il palazzo in realtà combina elementi ottomani con piani europei, dividendo le stanze private della famiglia dalle aree di accoglienza. Il programma ornamentale viene preso pesantemente da modelli europei. Tuttavia, va anche notato che alcune parti del Palazzo dei Gioielli sono in fase di restauro in un piano globale per ripristinare il tutto.
Le sue collezioni comprendono ritratti reali a partire dal XIX secolo, costumi e arredi, insieme ad alcuni tesori. Esso include anche un piccolo giardino che porta a una moschea con una delle eccentricità più interessante, la Sala dell'orologio, in cui la forma di un orologio è stata usata per decorare le pareti.
Nell'ingresso al palazzo, la prima cosa che si vede è un enorme specchio in una cornice dorata e piedistallo. Questo è stato messo in modo che gli ospiti potessero esaminarsi quando entravano nel palazzo e acconciare il loro aspetto, per la realizzazione di eventuali adeguamenti ai loro vestiti, cappello o capelli. Poi avrebbero dovuto prendere le scale fino al secondo piano, dove si trovava un altro grande specchio. Qui si trovano i ritratti dei sovrani d'Egitto dai tempi di Muhammad Ali, insieme a scene di vita in Egitto durante il periodo ottomano. Ma quello che forse colpisce più l'occhio sono le scintillanti statue di angeli bianchi attaccati alle pareti, che sembrano volare su.
Il terzo piano è la sala principale per gli ospiti. Contiene il trono d'oro nella sala del trono, che viene elevata al di sopra del resto del pavimento. Il trono è realizzato in ebano e coperto da oro. Si tratta un regalo del Re d'Italia, e rimane uno dei più bei troni del mondo. Veniva paragonato spesso al trono del pavone che apparteneva allo Scià dell'Iran.
A destra e a sinistra del corridoio, ci sono sedie dove funzionari di corte e gli ospiti una volta si sedevano in presenza del re. Alla fine del corridoio, c'è un divano in stile arabo a forma di rettangolo in cui gli ospiti si sedevano in attesa di un'udienza con il re. La sala principale dispone di una fontana dorata in mezzo e un grande ritratto sulla parete. C'è anche una sala a cielo aperto nel mezzo del palazzo, utilizzata per celebrare diversi eventi durante il periodo ottomano. È decorata in stile islamico con grandi e pesanti porte tutto intorno.
Un'altra parte del palazzo è conosciuta come la sala Kusha. Il Kusha è sostenuto da quattro colonne dorate, legato dall'alto da una rete dorata. I troni della sposa e dello sposo sono posti sotto le colonne. Tra gli oggetti esposti nella sala ci sono una foto di matrimonio, cristalli e orologi, risalenti al XVIII secolo, e un salone in stile francese.
Durante i primi anni di governo, Muhammad Ali dovette combattere contro i neo-Mamelucchi al fine di avere pieno potere sul Egitto. Per sconfiggere i Mamelucchi li invitò a una festa celebrativa in onore di suo figlio Ṭūsūn Pascià; l'occasione erano i festeggiamenti per il comando avuto dell'esercito inviato a stroncare la ribellione dei Wahhabiti in Arabia. Muhammad Ali tese loro un'imboscata, facendoli abbattere a colpi di fucile dalle truppe a lui fedeli, mentre i dignitari Mamelucchi si recavano alla Cittadella: episodio che viene riconosciuto come uno dei più famosi della storia moderna egiziana.
Proprio di fronte al Palazzo Al-Gawhara e alla Moschea di Muhammad Ali c'è una vasta area aperta che per alcune persone è conosciuta come il Panorama del Cairo. Come suggerisce il nome, offre una estesa vista del Cairo, ma in particolare dei monumenti islamici. Un'enorme fontana si trova al centro di questo spazio aperto, dove l'acqua una volta sgorgava dalla bocca di leoni.

## Dintorni della Cittadella
Nei pressi della Cittadella di Saladino si trovano tanti edifici storici di notevole importanza, tra i più interessanti:

### Moschea Sultan Hassan
La moschea e madrasa Sultan Hassan si trova su Midan Al-Qala'a (Piazza della Cittadella), ai piedi della Cittadella. Costruita in onore del sultano mamelucco Ḥassan ibn al-Nāṣir Muḥammad ibn Qalāwūn, (reg. 1347 - 1361). Fu edificata in stile mamelucco antico, misura 150 m di lunghezza, 36 m di altezza e con il minareto più alto che raggiunge i 68 m; sulla porta principale dell'edificio si apre il cortile, delineato da quattro archi incassati uno sull'altro.
La costruzione della moschea fu finanziata con i beni delle vittime dell'epidemia di peste che colpì il Cairo nel 1348. Questo portò un vero e proprio odio da parte della popolazione nei confronti del Sultano, tanto da essere assassinato due anni prima che la sua moschea venisse ultimata.

### Moschea di al-Rifāʿī
A fianco del Sultan Hassan si trova la Moschea al-Rifāʿī, dedicata al "santo" sufi Ahmad al-Rifa'i (1106 o 1118 - 1182), commissionata in stile mamelucco da Khushiyār Hānim, madre del chedivè Isma'il Pascià, come luogo di sepoltura per sé stessa e i suoi discendenti. All'interno della moschea sono sepolti Fārūq I d'Egitto e l'ultimo Scià di Persia, Mohammed Reza Pahlavi, morto in esilio dopo l'avvento della Repubblica islamica.

### Bayn al-Qasrayn
Tra le vie più importante nei pressi della Cittadella,  vi è Bayn al-Qasrayn (significa "tra i due palazzi"), parte dell'antica via fatimide Via al-Muizz.
Questa parte della strada, Bayn al-Qasrayn, prende il nome da due palazzi che cessarono di esistere oltre 600 anni fa, e che erano parte della città originaria dei Fatimidi, fondata nel 969. 
Tra gli edifici più notevoli, il complesso madrasa e il mausoleo del sultano mamelucco Qalawun, costruito nel 1279. Ispirato alla cupola della Roccia di Gerusalemme, ha una disposizione ottagonale delle colonne e due coppie sono pilastri in granito massiccio ricavati da una struttura faraonica. Molto particolari sono i mosaici che riproducono il nome in arabo di Maometto, in oro, che risplendono con la luce del sole.

### Moschea di Ibn Ṭūlūn
Più a nord-ovest, verso la zona di Sayeda Zeinab si trova la moschea di Ibn Ṭūlūn.

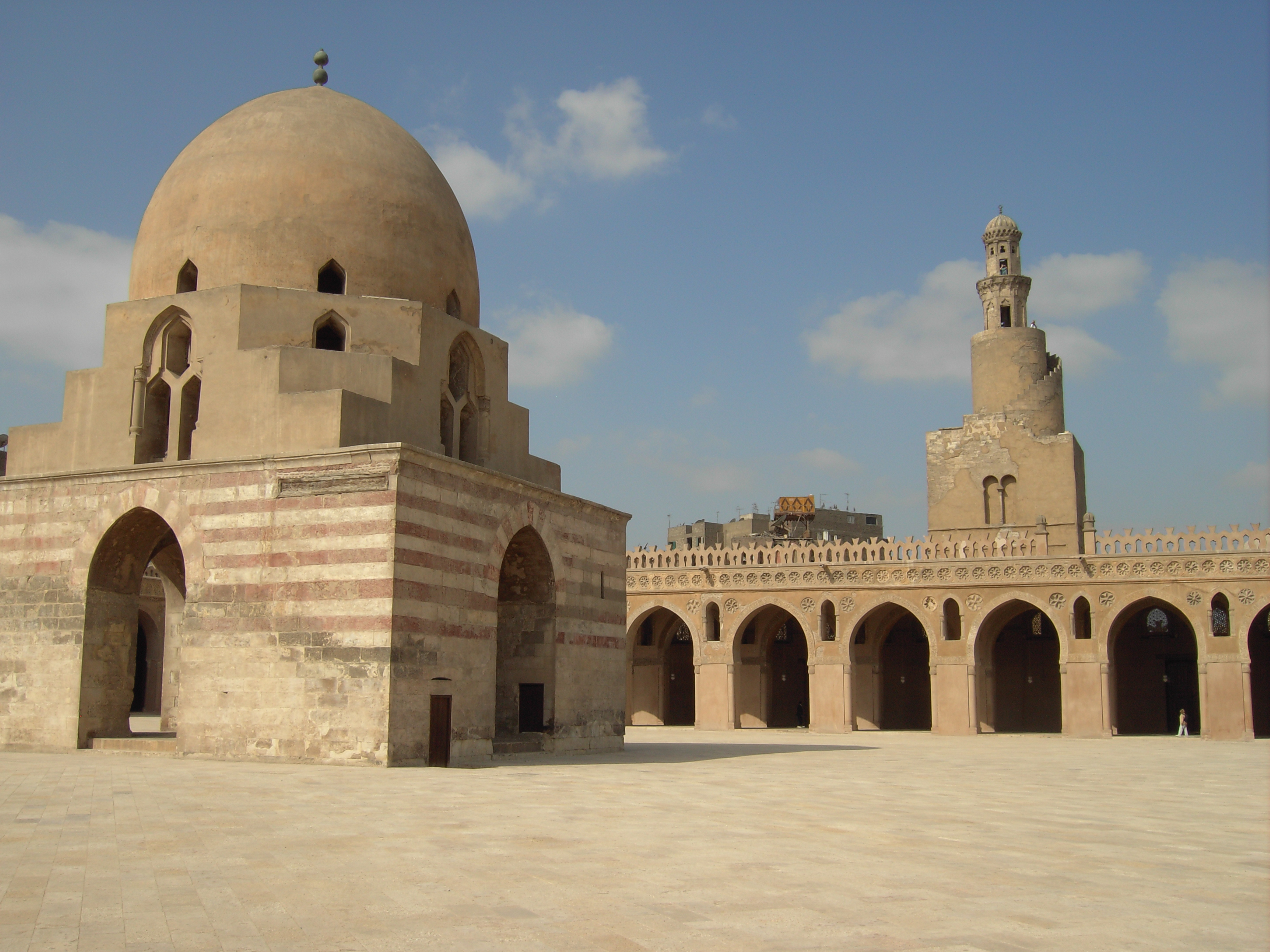
Interno della moschea di Ibn Ṭūlūn (Il Cairo). IX secolo

Costruita tra gli anni 876 e 879, la Moschea di Ibn Ṭūlūn è una delle più grandi e antiche dell'Egitto. La moschea è circondata da un cortile esterno e il suo particolare minareto a spirale - ispirato dal minareto a ziggurat, detto Malwiyya, di Samarra - rendono la moschea unica nel suo genere in tutto l'Egitto. Il cortile centrale è circondato sui quattro lati da arcate, tre delle quali sono profonde due campate mentre, la quarta, rivolta verso La Mecca, è profonda cinque campate, e funge da sala della preghiera. Ha un minareto raggiungibile da un passaggio esterno. Dal cortile esterno della Moschea si raggiunge il Museo Gayer Anderson.